# Massengräber in Vojnik
Auf dem Gebiet der Gemeinde Vojnik  in Slowenien wurden bisher (Stand 1/2024) fünf Massengräber aus der Zeit des Zweiten Weltkriegs gefunden.

## Vojnik
In Vojnik wurden bisher drei Massengräber aus der Zeit unmittelbar nach dem Zweiten Weltkrieg gefunden.
- Das Massengrab Višnja Vas 1 (slowenisch: Grobišče Višnja vas 1), auch bekannt als Massengrab Hmezad (Grobišče Hmezad), liegt nördlich der Ortschaft, nördlich des Gebäudes Vojnik Nr. 2. Das Grab enthält die Überreste von etwa 100 kroatischen Soldaten und Zivilisten, die im Mai 1945 auf der Flucht nach Dobrna ermordet wurden.[1]

- Das Massengrab Višnja Vas 2 (Grobišče Višnja vas 2) liegt nördlich der Siedlung, auf der rechten Seite der Straße von Celje nach Slovenske Konjice, 270 Meter  südlich des Gebäudes Vojnik Nr. 2 und 230 Meter nördlich des Hauses Vojnik Nr. 5. Es enthält die Überreste kroatischer Zivilisten, die im Mai 1945 auf der Flucht nach Dobrna ermordet wurden.[2]

- Das Massengrab Vojnik (Grobišče Vojnik) liegt westlich der Siedlung, auf dem Parkplatz vor dem Friedhof und unterhalb der Grabkapelle. Es enthält die Überreste von 100 bis 200 kroatischen Zivilisten und Soldaten, die im Mai 1945 ermordet wurden.[3]

## Bezovica
In Bezovica wurde ein Massengrab aus der Zeit unmittelbar nach dem Zweiten Weltkrieg gefunden.  
- Das Massengrab von Bezovica (Grobišče Bezovica) liegt auf einer Wiese und in einem Wald zwischen dem Preložnik-Hof (im Volksmund auch Rihtar-Hof genannt) und dem Krameršek-Hof. Es enthält die Überreste von sechs deutschen und slowenischen Zivilisten, die im Juni 1945 ermordet wurden.[4]

## Bovše
In Bovše wurde ein Massengrab aus der Zeit unmittelbar nach dem Zweiten Weltkrieg gefunden. 
- Das Massengrab von Tudrež (Grobišče Tudrež) liegt am Waldrand südlich des Tudrež-Hügels, neben dem Grilc-Bach (Grilčev potok) bei der Knafelc-Wiese (Knafelčev travnik). Es enthält die Überreste von 13 männlichen und weiblichen deutschstämmigen Zivilisten aus Vojnik, die im Juni 1945 ermordet wurden. Die Grabstelle wurde im Juli 2010 durch Sondierungen bestätigt.[5]